# Paolo Francesco Giustiniani
Paolo Francesco Giustiniani (ur. 14 kwietnia 1715 w Wenecji, zm. 17 lutego 1789) – włoski duchowny rzymskokatolicki, w latach 1750-1788 biskup Treviso, kapucyn.

## Życiorys
16 lutego 1738 został wyświęcony na diakona, a miesiąc później przyjął święcenia kapłańskie w zakonie kapucyńskim. 15 czerwca 1744 został mianowany biskupem Chioggii. Sakrę biskupią otrzymał 21 czerwca 1744. 16 listopada 1750 objął rządy w diecezji Treviso, 16 lutego 1788 przeszedł w stan spoczynku i 10 marca został mianowany arcybiskupem tytularnym Chalcedonu. Zmarł 17 lutego 1789.